# Flygplatser i Schweiz

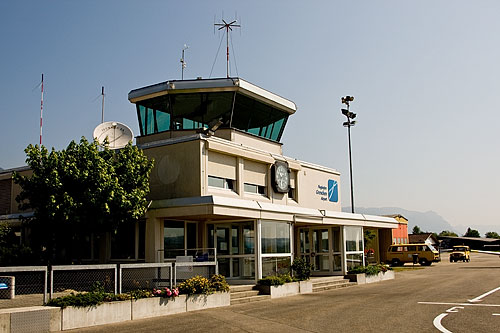
Grenchen flygplats, en av många i Schweiz

Flygplatser i Schweiz är cirka 70 stycken till antalet varav de flesta är civila flygplatser. Zürichs internationella flygplats är den största och mest trafikerade, följd av Genèves internationella flygplats utanför Genève. Efter det kommer Basel-Mulhouse-Freiburg flygplats, som dock ligger i Frankrike, men delägs av Basels stad och där Basel är närmaste och största närliggande stad.

## Framtida flygplatser
- Byggandet av en flygplats pågår i Schribersmatt, utanför Giswil och Lungern.[1][2] Flygplatsen kommer att ha en landningsbana på 1 070 m.[källa behövs]

- Renoveringen av flygplatsen i Yverdon-les-Bains pågår fram till november 2009. Sommaren 2009 stod en nybyggd asfaltsbana klar. Gräsbanan som existerat sedan lång tid tillbaka har renoverats.

## Lista över flygplatser i Schweiz
Följande är en lista över olika flygplatser i Schweiz år 2009. Längderna på landningsbanorna är i många fall ungefärliga.

### Förklaring
- ICAO, International Civil Aviation Organization, är en 4-bokstävers flygplatskod, som används för att lokalisera flygplatser.[3]

- IATA, International Air Transport Association, är en 3-letter som identifierar den relevanta flygplatsen.[3]

- Användning

Flygplatser delas ofta in i tre olika kategorier: civila flygplatser, öppna för privatplan och passageraflygplan. Militära flygplatser och privata flygplatser, ej öppna för allmänheten. Flygplatser kan platsa i både den militära och civila kategorin har kategoriserats som civila flygplatser i ovanstående lista.
- Fetmarkering

Flygplatser som är något större, betydligare och mer trafikerade än andra (500 000 besökare per år är en ungefärlig gräns i detta fall) har markerats med fetstil.

## Lista
| Stad / Plats                        | ICAO | IATA | Antal banor | Banlängd (m)      | Underlag    | Användning     | Koordinater                                             | Flygplatsnamn                                 |
| Alpnach                             | LSMA |      | 2           |                   | Betong      | Främst militär | 46°56′43.51″N 8°17′10.75″Ö / 46.9454194°N 8.2863194°Ö   | Alpnach militära flygplats                    |
| Ambri                               | LSPM |      | 1           | 1 980             |             | Civil          | 46°30′46.73″N 8°41′23.45″Ö / 46.5129806°N 8.6898472°Ö   | Ambrìs flygplats                              |
| Bad Ragaz                           | LSZE |      | 1           | 540               | Asfalt      | Civil          | 47°00′50.86″N 9°29′02.39″Ö / 47.0141278°N 9.4839972°Ö   | Bad Ragaz flygplats                           |
| Basel/Mulhouse/Freiburg im Breisgau |      | BSL  | 3           | 3 900/1 850/630   | Betong      | Civil          | 47°35′24″N 007°31′45″Ö / 47.59000°N 7.52917°Ö           | Basel-Mulhouse-Freiburg flygplats             |
| Bern/Belp                           | LSZB | BRN  | 2           | 1 730/650         | Asfalt/Gräs | Civil          | 46°54′44″N 007°29′57″Ö / 46.91222°N 7.49917°Ö           | Bern flygplats                                |
| Bex                                 | LSGB |      | 1           | 800               |             | Privat         |                                                         | Bex flygplats                                 |
| Biel-Kappelen                       | LSZP |      | 1           | 550               |             | Civil          |                                                         | Biel-Kappelen flygplats                       |
| Birrfeld                            | LSZF |      | 1           | 680               |             | Civil          | 47°26′38.23″N 8°13′54.38″Ö / 47.4439528°N 8.2317722°Ö   | Birrfeld flygplats                            |
| Buttwil                             | LSZA |      | 1           | 700               | Gräs        | Civil          | 47°15′53.55″N 8°18′07.21″Ö / 47.2648750°N 8.3020028°Ö   | Buttwil flygplats                             |
| Courtelary                          | LSZJ |      | 1           | 500               | Gräs        | Civil          | 47°11′00.04″N 7°05′25.60″Ö / 47.1833444°N 7.0904444°Ö   | Courtelary flygplats                          |
| Dübendorf                           | LSMD |      | 1           |                   | Asfalt      | Militär        | 47°23′56.57″N 8°38′44.55″Ö / 47.3990472°N 8.6457083°Ö   | Dübendorf militära flygplats                  |
| Ecuvillens                          | LSGE |      | 1           | 800               |             | Civil          | 46°45′17.18″N 7°04′31.98″Ö / 46.7547722°N 7.0755500°Ö   | Fribourg-Ecuvillens flygplats                 |
| Emmen                               | LSME |      | 1           |                   |             | Militär        | 47°05′29.12″N 8°18′02.21″Ö / 47.0914222°N 8.3006139°Ö   | Emmens flygbas                                |
| Fricktal-Schupfart                  | LSZI |      | 1           | 550               |             | Civil          | 47°30′32.68″N 7°57′00.43″Ö / 47.5090778°N 7.9501194°Ö   | Fricktal-Schupfart flygplats                  |
| Genève                              | LSGG | GVA  | 2           | 3 900/850         | Betong/Gräs | Civil          | 46°14′18″N 006°06′34″Ö / 46.23833°N 6.10944°Ö           | Genèves internationella flygplats             |
| Grenchen                            | LSZG |      | 1           | 800               | Betong      | Civil          | 47°10′55.52″N 7°25′02.61″Ö / 47.1820889°N 7.4173917°Ö   | Grenchens flygplats                           |
| Gruyères                            | LSGT |      | 1           | 800               |             | Privat         |                                                         | Gruyères flygplats                            |
| Interlaken                          | LSMI |      | 1           | 1 400             | Asfalt      | Civil          | 46°40′37.23″N 7°52′50.15″Ö / 46.6770083°N 7.8805972°Ö   | Interlaken flygplats                          |
| La Côte                             | LSGP |      | 1           | 550               | Gräs        | Civil          | 46°56′43.10″N 7°01′18.73″Ö / 46.9453056°N 7.0218694°Ö   | La Côtes flygplats                            |
| Langenthal                          | LSPL |      | 1           | 500               |             | Privat         |                                                         | Langenthal flygplats                          |
| Lausanne                            | LSGL |      | 1           | 900               | Betong      | Civil          | 46°32′40.27″N 6°37′00.41″Ö / 46.5445194°N 6.6167806°Ö   | Lausanne-Blécherettes flygplats               |
| La Chaux-de-Fonds                   | LSGC |      | 1           | 1 350             |             | Civil          | 47°05′04.42″N 6°47′39.38″Ö / 47.0845611°N 6.7942722°Ö   | Les Eplatures flygplats                       |
| Locarno                             | LSZL |      | 1           | 930               |             | Civil          | 46°09′25.17″N 8°46′56.63″Ö / 46.1569917°N 8.7823972°Ö   | Locarnos flygplats                            |
| Lodrino                             | LSML |      | 1           | 900               |             | Civil/Militär  | 46°17′39.51″N 8°59′36.28″Ö / 46.2943083°N 8.9934111°Ö   | Lodrino flygplats                             |
| Lommis                              | LSZT |      | 1           | 650               |             | Civil          | 46°31′29.05″N 9°00′08.15″Ö / 46.5247361°N 9.0022639°Ö   | Lommis flygplats                              |
| Lugano                              | LSZA | LUG  | 1           | 1 350             | Betong      | Civil          | 46°00′15.90″N 8°54′38.40″Ö / 46.0044167°N 8.9106667°Ö   | Luganos flygplats                             |
| Luzern                              | LSZO |      | 2           | 3 000/500         | Betong/Gräs | Civil          | 47°05′26.75″N 8°18′11.76″Ö / 47.0907639°N 8.3032667°Ö   | Luzern flygplats                              |
| Meiringen/Brienzwiler               | LSMM |      | 2           |                   |             | Civil/Militär  | 46°44′32.73″N 8°06′36.15″Ö / 46.7424250°N 8.1100417°Ö   | Meiringen flygplats                           |
| Mollis                              | LSMF |      | 1           | 1 500             | Betong      | Militär        | 47°04′42.08″N 9°03′53.12″Ö / 47.0783556°N 9.0647556°Ö   | Mollis flygplats                              |
| Môtiers                             | LSTO |      | 1           |                   | Gräs        | Civil          | 46°54′35.42″N 6°36′39.18″Ö / 46.9098389°N 6.6108833°Ö   | Môtiers flygplats                             |
| Neuchâtel                           | LSGN |      | 1           |                   | Betong      | Civil          | 46°57′30.49″N 6°51′59.86″Ö / 46.9584694°N 6.8666278°Ö   | Neuchâtel flygplats                           |
| Payerne                             | LSMP |      | 1           | 2 500             |             | Militär        | 46°50′56.57″N 6°55′28.48″Ö / 46.8490472°N 6.9245778°Ö   | Payerne flygplats                             |
| Porrentruy                          | LSZY |      | 1           | 1 800             | Gräs        | Civil          | 47°24′56.59″N 7°04′32.04″Ö / 47.4157194°N 7.0755667°Ö   | Porrentruy flygplats                          |
| Reichenbach im Kandertal            | LSGR |      | 1           |                   |             | Civil          | 46°36′48″N 07°40′39″Ö / 46.61333°N 7.67750°Ö            | Reichenbach flygplats                         |
| Saanen                              | LSGK |      | 1           | 1 300             | Betong      | Civil          | 46°29′15.00″N 7°15′22.30″Ö / 46.4875000°N 7.2561944°Ö   | Saanen flygplats                              |
| Samedan                             | LSZS | SMV  | 1           | 1 800             | Asfalt      | Civil          | 46°32′02″N 009°53′02″Ö / 46.53389°N 9.88389°Ö           | Samedans flygplats                            |
| Sion                                | LSGS | SIR  | 2           | 2 000/660         | Asfalt/Gräs | Civil          | 46°13′10.53″N 7°19′36.35″Ö / 46.2195917°N 7.3267639°Ö   | Sions flygplats                               |
| Sitterdorf                          | LSZV |      | 1           | 450               | Gräs        | Civil          | 47°30′35.64″N 9°15′40.99″Ö / 47.5099000°N 9.2613861°Ö   | Sitterdorf flygplats                          |
| Speck/Fehraltorf                    | LSZK |      | 1           | 600               | Gräs        | Civil          | 47°22′32.28″N 8°45′40.30″Ö / 47.3756333°N 8.7611944°Ö   | Speck-Fehraltorf flygplats                    |
| Sankt Gallen                        | LSZR | ACH  | 1           | 1 500/600         | Asfalt/Gräs | Civil          | 47°29′06″N 9°33′39″Ö / 47.48500°N 9.56083°Ö             | Sankt Gallen-Altenrheins flygplats            |
| St. Stephan                         | LSMH |      | 1           |                   |             | Militär        | 46°29′57.61″N 7°24′36.37″Ö / 46.4993361°N 7.4101028°Ö   | St. Stephan flygplats                         |
| Thun                                | LSZW |      | 1           | 830               | Gräs        | Civil          | 46°45′58.13″N 7°35′58.60″Ö / 46.7661472°N 7.5996111°Ö   | Thun flygplats                                |
| Triengen                            | LSPN |      | 1           | 500               | Asfalt      | Civil          | 47°13′36.20″N 8°04′40.75″Ö / 47.2267222°N 8.0779861°Ö   | Triengen flygplats                            |
| Trin                                | LSIB |      | 1           | 470               | Betong      | Civil          | 46°49′14.51″N 9°23′28.64″Ö / 46.8206972°N 9.3912889°Ö   | Trin flygplats                                |
| Turtmann                            | LSMJ |      | 1           |                   |             | Militär        | 46°18′14.69″N 7°42′37.82″Ö / 46.3040806°N 7.7105056°Ö   | Trin flygplats                                |
| Ulrichen                            |      |      | 1           | 1 800             | Asfalt      | Civil          | 46°30′16.32″N 8°18′16.94″Ö / 46.5045333°N 8.3047056°Ö   | Ulrichen flygplats                            |
| Wangen-Lachen                       | LSPV |      | 1           | 500               | Asfalt      | Civil          | 47°12′16.83″N 8°51′57.631″Ö / 47.2046750°N 8.86600861°Ö | Wangen-Lachen flygplats                       |
| Yverdon-les-Bains                   | LSGY |      | 2           | 1 400/890         | Asfalt/Gräs | Civil          | 46°45′49.40″N 6°35′55.34″Ö / 46.7637222°N 6.5987056°Ö   | Yverdon-les-Bains flygplats/Yverdon flygplats |
| Zum Loch/Reckingen                  | LSEB |      | 1           | 1000              | Betong      | Civil          | 46°28′43.01″N 8°15′41.26″Ö / 46.4786139°N 8.2614611°Ö   | Reckingen flygplats                           |
| Zürich                              | LSZH | ZRH  | 3           | 2 500/3 300/3 700 | Betong      | Civil          | 47°27′53″N 08°32′57″Ö / 47.46472°N 8.54917°Ö            | Zürichs internationella flygplats             |

## Galleri

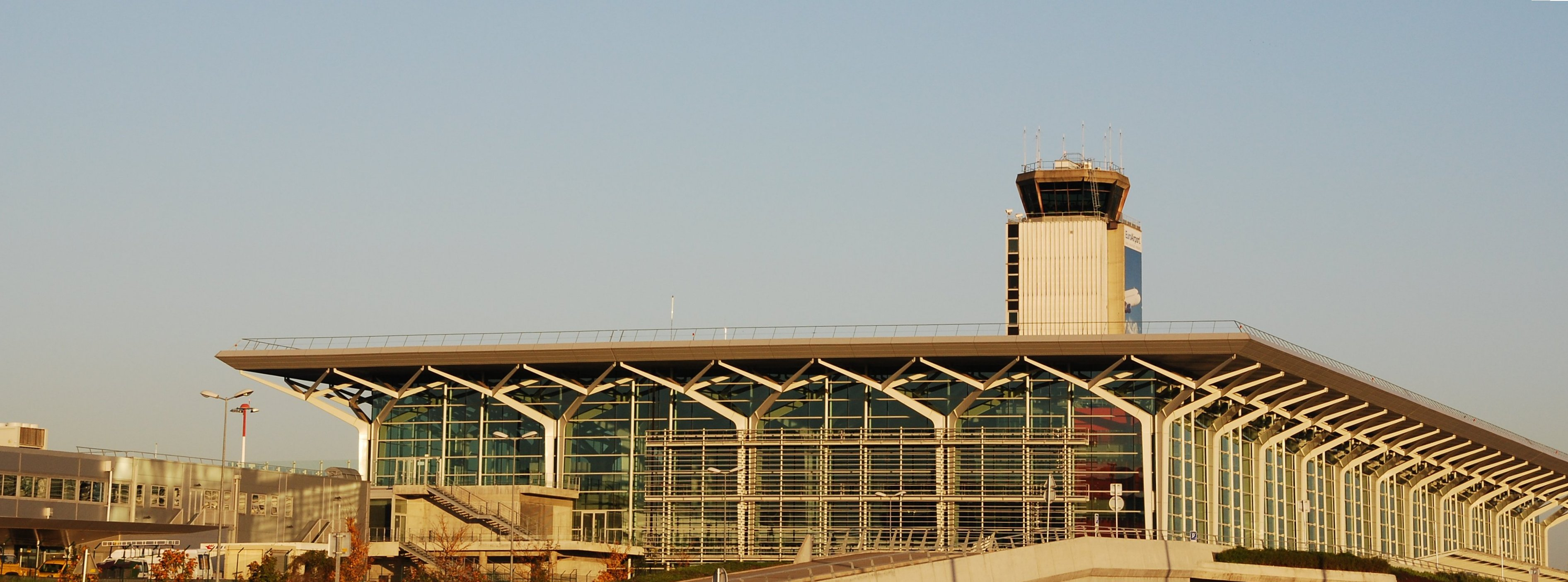
Basels flygplats.
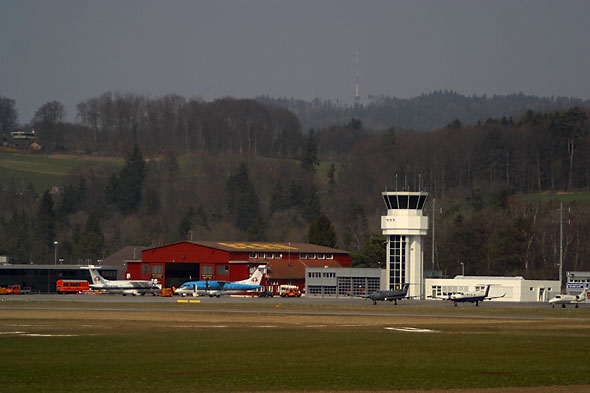
Berns flygplats.
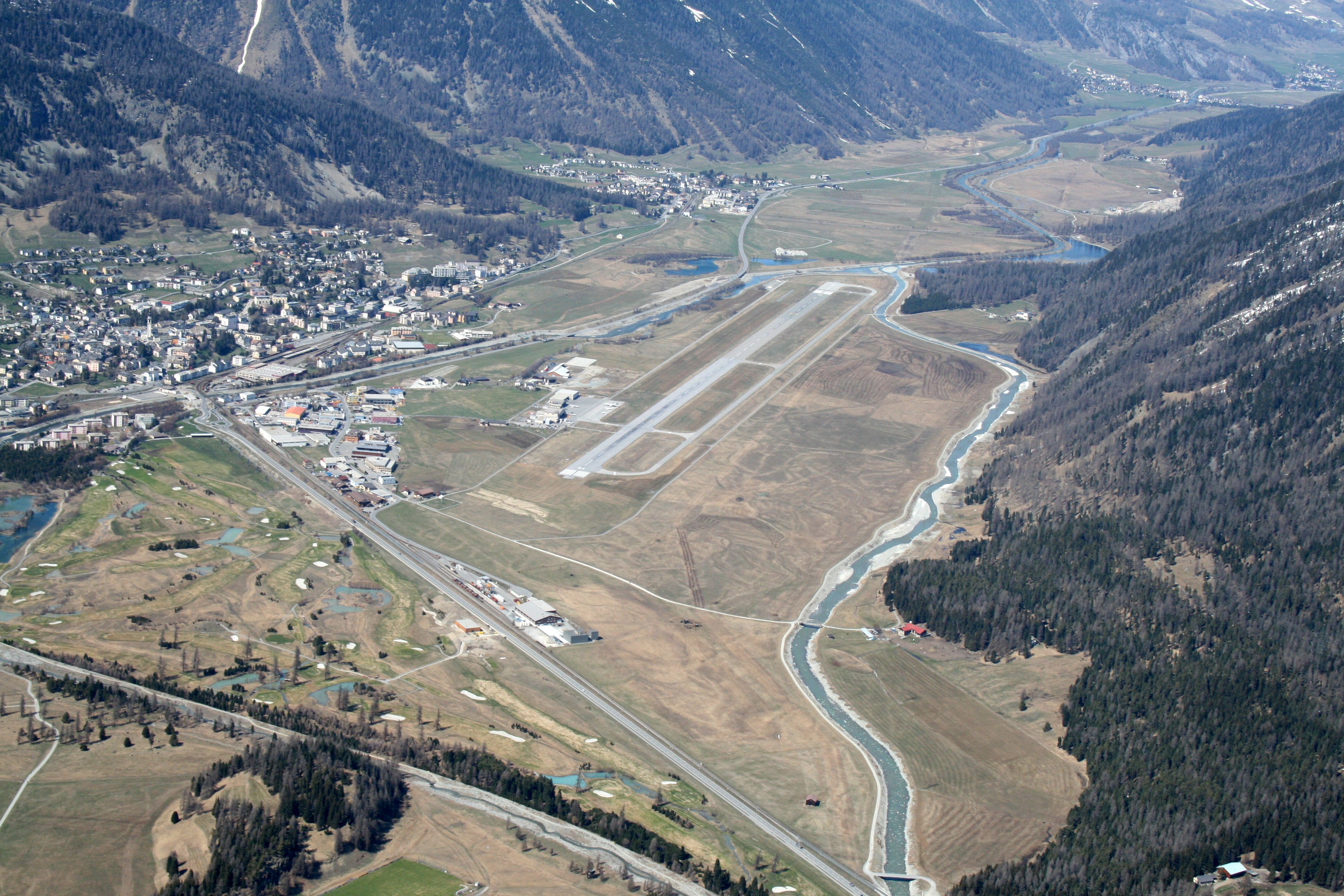
Samedan/Engadin flygplats.
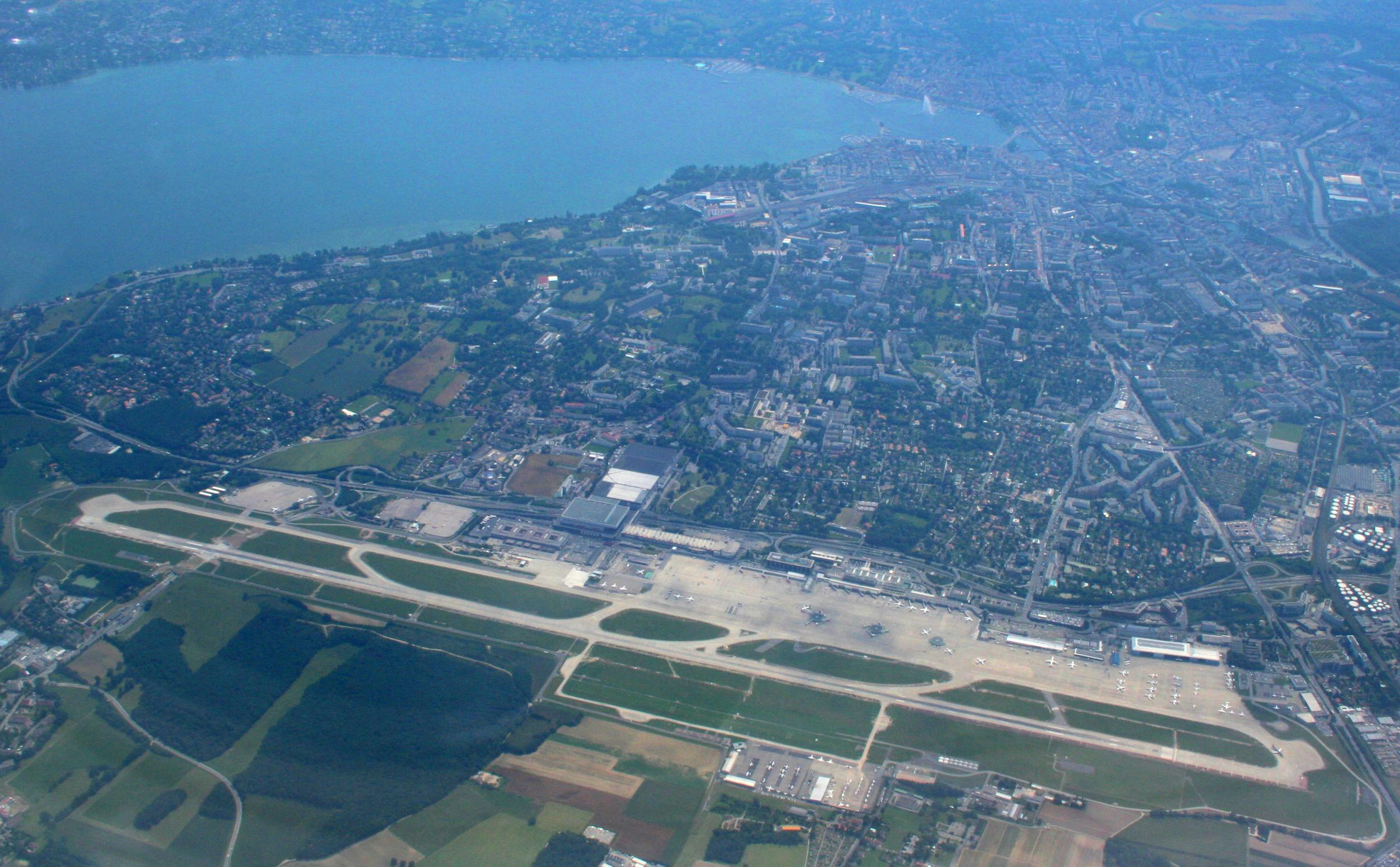
Genevé flygplats.
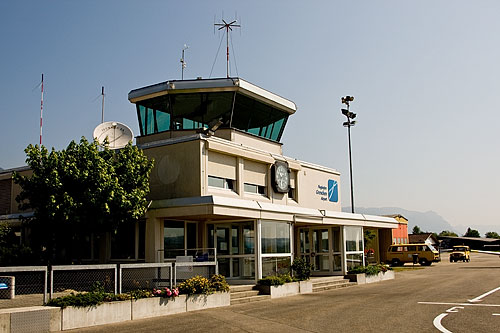
Tornet vid Grenchen flygplats.
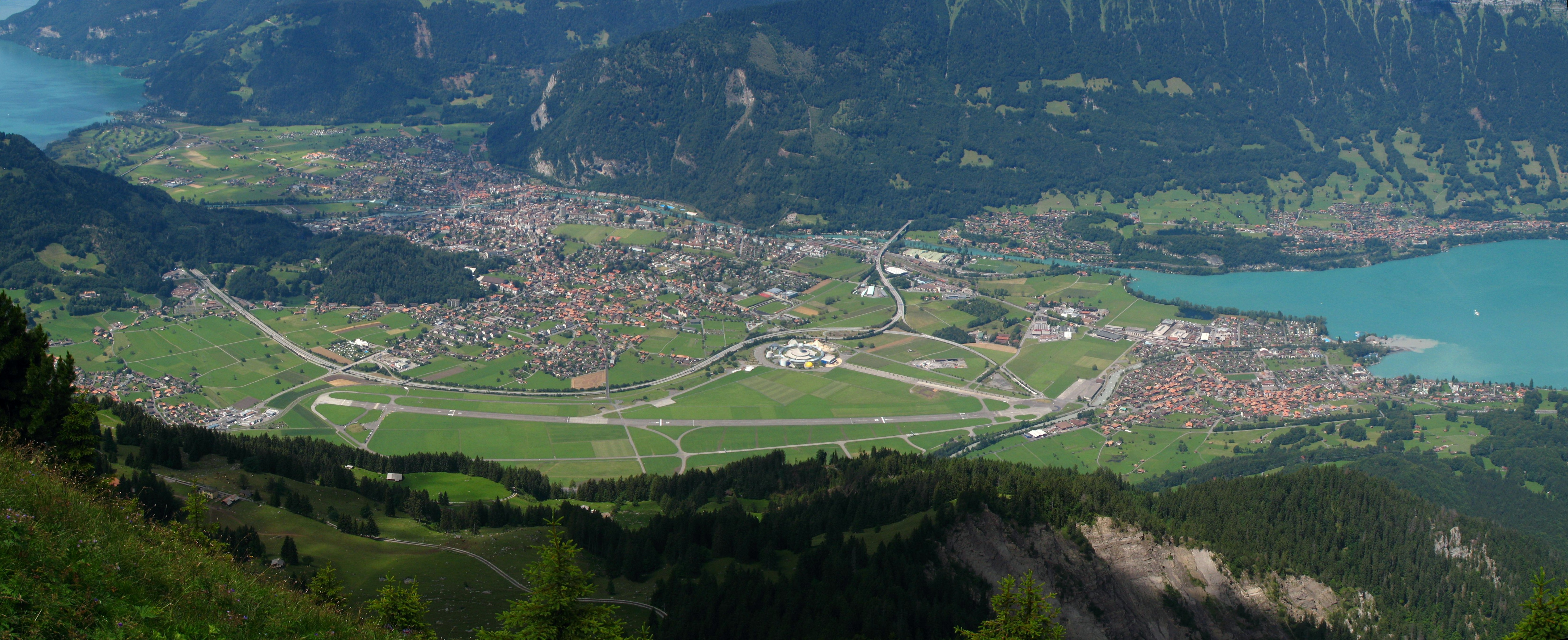
Intelaken flygplats, utsikt över Interlaken, Bönigen och Ringgenberg.
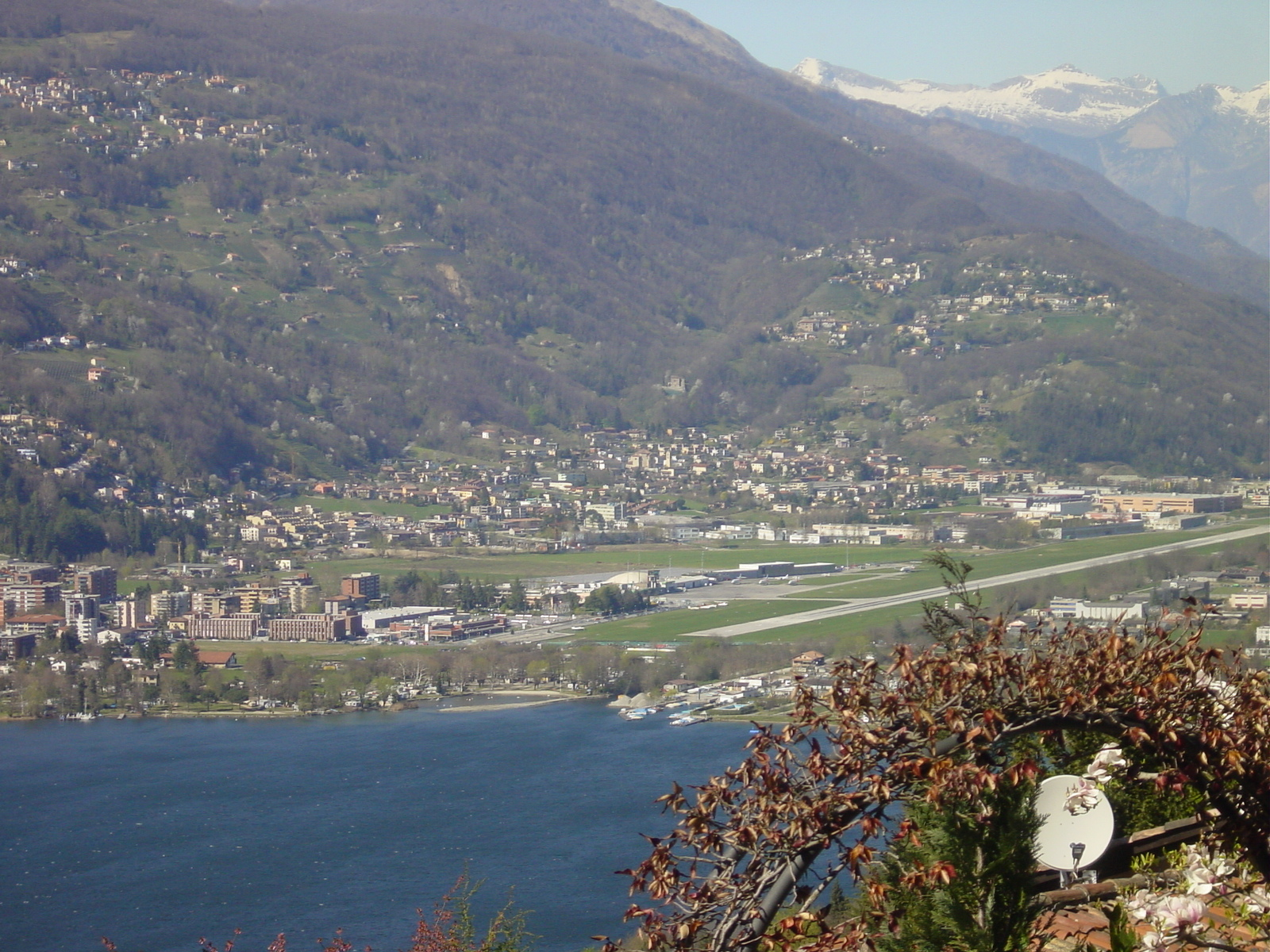
Lugano flygplats.
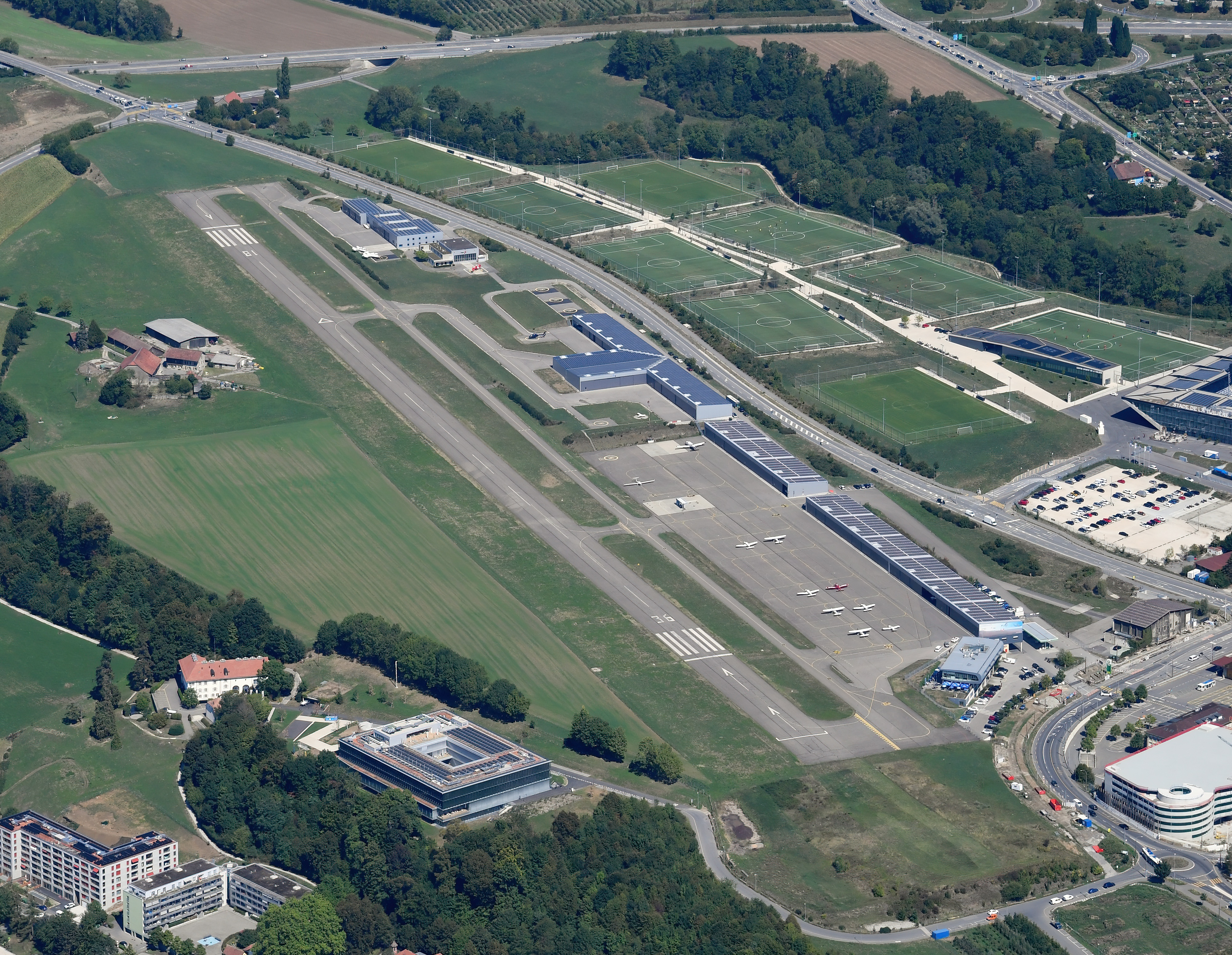
Lausanne flygplats.
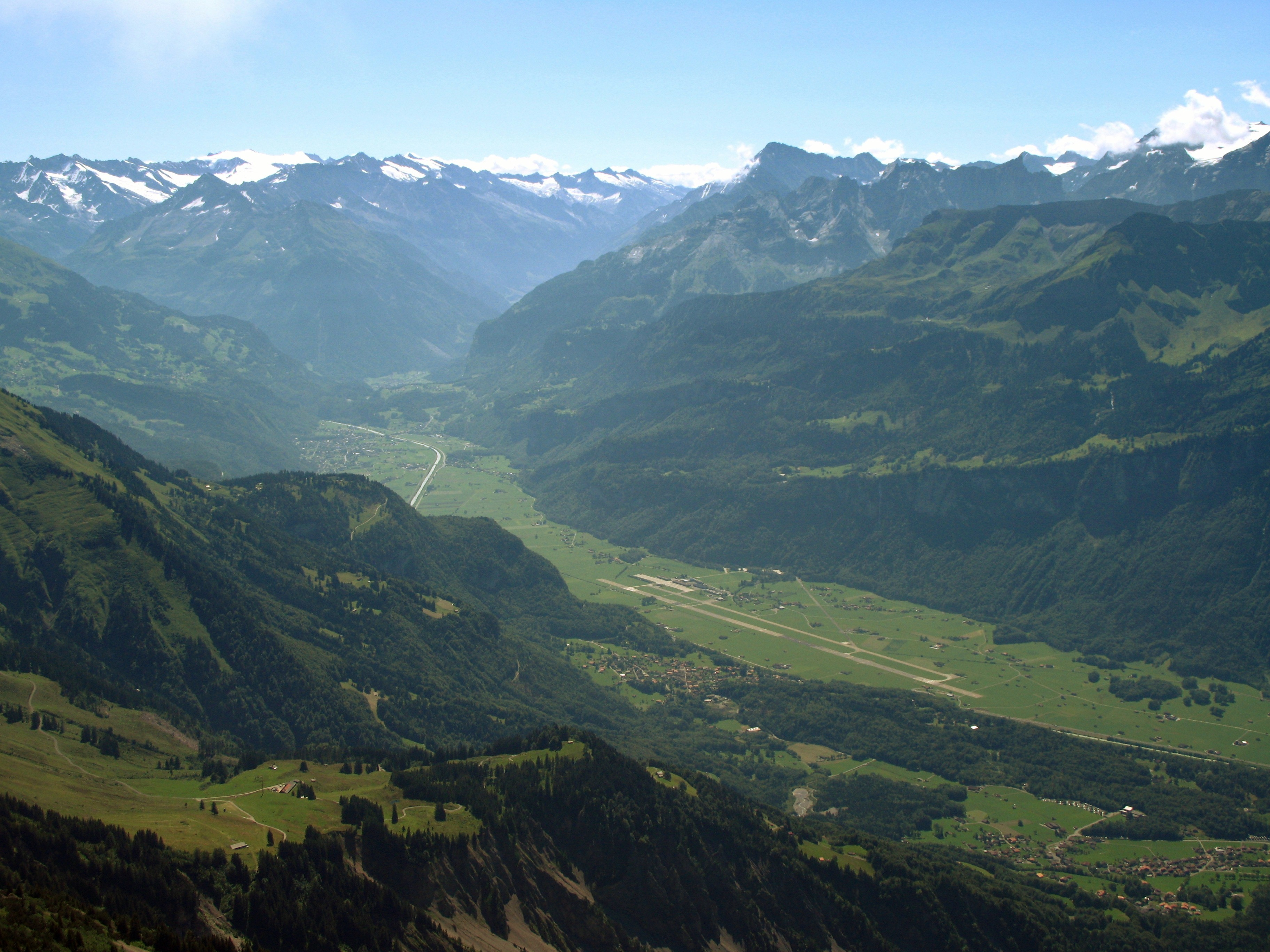
Meiringens militära flygplats och orterna Brienzwiler och Schried. Utsikt från berget Rothorn.
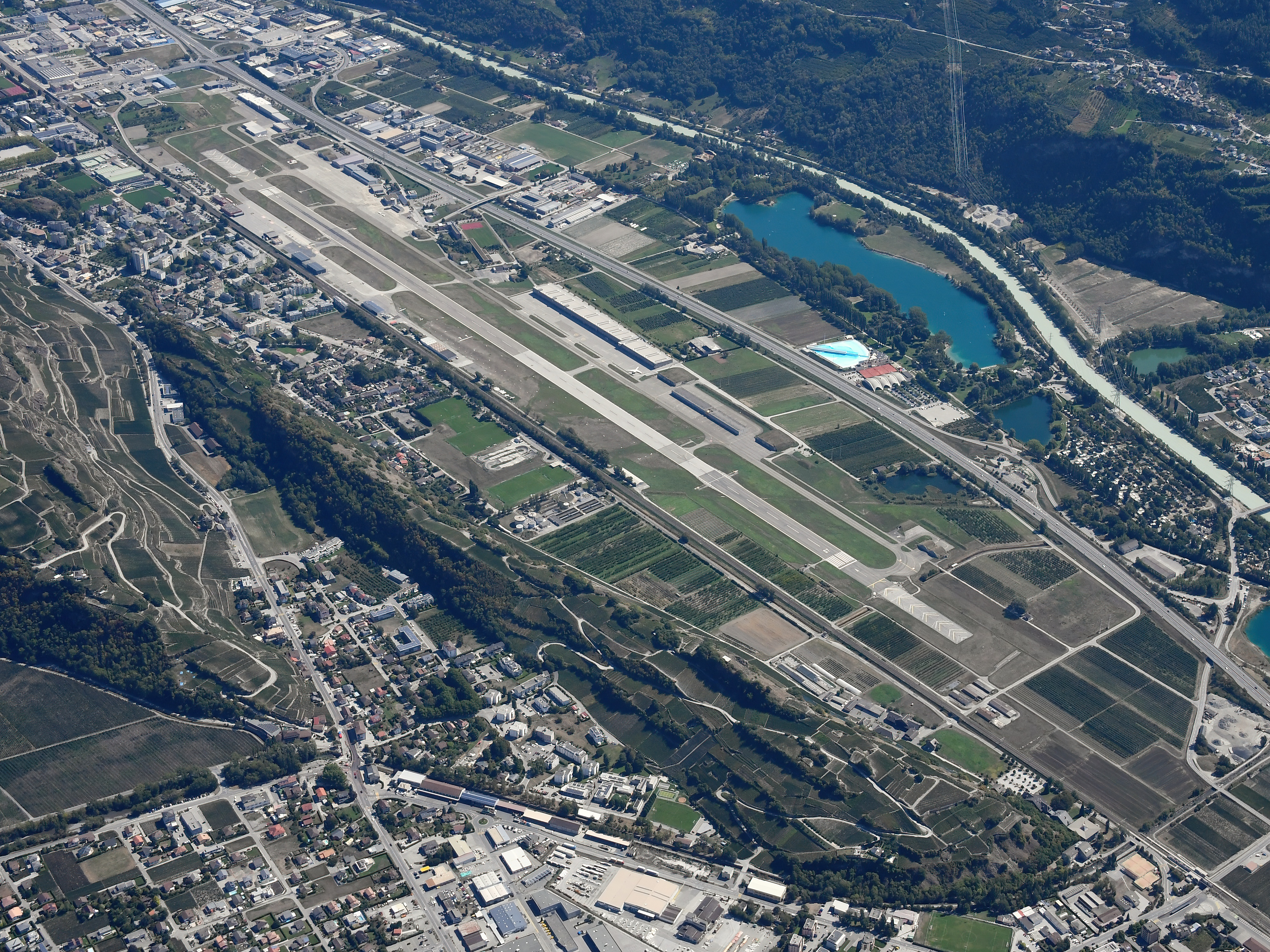
Sions flygplats.
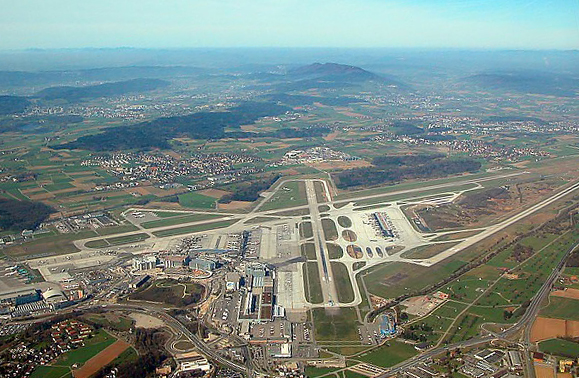
Zürich/Kloten flygplats.